# 佐藤誠七
佐藤 誠七（さとう せいしち、1950年〈昭和25年〉10月27日 - ）は、日本の政治家、白鷹町長、行政書士。

## 略歴
- 1950年（昭和25年）10月27日 - 誕生。
- 1969年（昭和44年）3月 - 山形県立長井高等学校卒業
- 白鷹町生涯学習課長
- 2003年（平成15年）4月 - 白鷹町議会議員選挙 初当選
- 2007年（平成19年）4月22日 - 白鷹町議会議員選挙 2期目当選[1]
- 2008年（平成20年）10月19日 - 白鷹町長選挙（無所属・6281票獲得）初当選[2]。
- 2010年（平成22年）6月 - 有権者に歳暮を贈ったとして、公職選挙法違反容疑で書類送検される。
  - 8月 - 同職辞任。
  - 10月3日 - 白鷹町長選挙（無所属・5198票獲得）当選[3]。
- 2012年（平成24年）10月16日 - 白鷹町長選挙（無所属・無投票）当選[4]。
- 2016年（平成28年）10月16日 - 白鷹町長選挙（無所属・5828票獲得）当選[5]。
- 2020年（令和2年）10月6日 - 白鷹町長選挙（無所属・無投票）当選[6]。
- 2024年（令和6年）10月15日 - 白鷹町長選挙（無所属・無投票）当選[7]。